# Festival international du film Nouveaux Horizons 2023
Le Festival international du film Nouveaux Horizons 2023, 23e édition du festival, se déroule du 20 au 30 juillet 2023.

## Déroulement et faits marquants
Le 30 juillet 2023, le palmarès est dévoilé : c'est le film Los delincuentes de Rodrigo Moreno  qui remporte le Grand Prix. Une mention spéciale est remise à After de Anthony Lapia et le prix du public est remporté par Blackbird Blackbird Blackberry de Elene Naveriani.

## Jury
- Mark Jenkin (en)
- Dane Komljen
- Jennifer Reeder
- Sergio Fant
- Aga Woszczyńska

## Sélection

### Sélection officielle - en compétition
- After de Anthony Lapia  France
- Birdland de Leïla Kilani  Maroc  France
- Blackbird Blackbird Blackberry de Elene Naveriani  Suisse  Géorgie
- Here de Bas Devos  Belgique
- Human Flowers of Flesh (en) de Helena Wittmann  Allemagne  France
- Imago de Olga Chajdas  Pologne  Pays-Bas  Tchéquie
- La Palisiada (en) de Philip Sotnychenko (en)  Ukraine
- Piaffe (en) de Ann Oren  Allemagne
- Samsara (es) de Lois Patiño  Espagne
- Stonewalling (Shimen) de Huang Ji et Ryûji Otsuka  Japon
- Los delincuentes de Rodrigo Moreno  Argentine
- Butiken (sv) de Ami-Ro Sköld (sv)  Suède

### Rétrospectives
- Alice Diop
- Satyajit Ray
- Alain Robbe-Grillet
- Wang Bing

## Palmarès
- Grand Prix : Los delincuentes de Rodrigo Moreno
- Mention spéciale : After de Anthony Lapia
- Prix du public : Blackbird Blackbird Blackberry de Elene Naveriani